# 巴尔萨拉夫罗索
巴尔萨拉夫罗索，是西班牙卡斯蒂利亚-莱昂萨拉曼卡省的一个市镇。 总面积27平方公里，总人口203人（2001年），人口密度8人/平方公里。